# McLaren MP4-13
McLaren MP4-13 je McLarnov dirkalnik Formule 1, ki je bil v uporabi v sezoni 1998, ko sta z njim dirkala Mika Häkkinen in David Coulthard. Häkkinen se je prav do zadnje dirke sezone za Veliko nagrado Japonske boril za dirkaški naslov prvaka in ga osvojil z zmago na tej dirki, na kateri je njegov konkurent za naslov Michael Schumacher odstopil. V sezoni je Coulthard dosegel eno zmago, Häkkinen jih je dosegel osem, skupaj pa sta dosegla še dvanajst najboljših štartnih položajev, devet najhitrejših krogov in enajst uvrstitev na stopničke, s čimer je McLaren na koncu sezone osvojil še konstruktorsko prvenstvo.

## Popolni rezultati Formule 1
(legenda) (Odebeljene dirke pomenijo najboljši štartni položaj)
| Leto | Moštvo  | Motor        | Gume | Dirkača         | 1   | 2   | 3   | 4   | 5   | 6   | 7   | 8   | 9   | 10  | 11  | 12  | 13  | 14  | 15  | 16  | Toč | Prv |
| ---- | ------- | ------------ | ---- | --------------- | --- | --- | --- | --- | --- | --- | --- | --- | --- | --- | --- | --- | --- | --- | --- | --- | --- | --- |
| 1998 | McLaren | Mercedes V10 | B    |                 | AVS | BRA | ARG | SMR | ŠPA | MON | KAN | FRA | VB  | AVT | NEM | MAD | BEL | ITA | LUK | JAP | 156 | 1.  |
| 1998 | McLaren | Mercedes V10 | B    | David Coulthard | 2   | 2   | 6   | 1   | 2   | Ret | Ret | 6   | Ret | 2   | 2   | 2   | 7   | Ret | 3   | 3   | 156 | 1.  |
| 1998 | McLaren | Mercedes V10 | B    | Mika Häkkinen   | 1   | 1   | 2   | Ret | 1   | 1   | Ret | 3   | 2   | 1   | 1   | 6   | Ret | 4   | 1   | 1   | 156 | 1.  |